# صيد الأسماك بالرمح

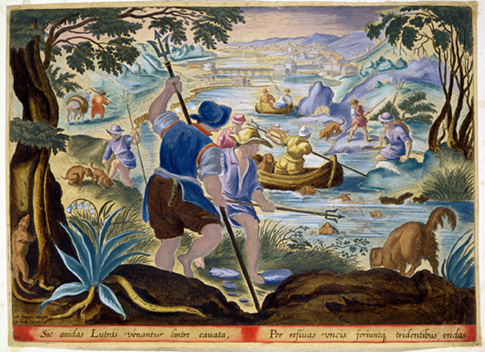
صيادين هولنديين في القرن السابع عشر

صيد الأسماك بالرمح هي رياضة لصيد الأسماك تحت سطح الماء برمح، أو بندقية تطلق رمحًا. يصطاد هواة صيد الأسماك بالرمح في الأنهار والبحيرات والمحيطات في أجزاء كثيرة من العالم، وهم يستخدمون السمك طعاما أساسيا. ويستخدم بعض علماء الأحياء وسائل صيد الأسماك بالرمح عندما يمهرون الأسماك بعلامات مميزة، دون أن يؤذوها، لأغراض الأبحاث العلمية.